# 로제 루카쿠
로제 메나마 루카쿠(프랑스어: Roger Menama Lukaku, 1967년 6월 6일~)는 콩고 민주 공화국(자이르)의 축구 선수이다. 벨기에와 튀르키예에서 주로 선수 생활을 했으며, 자이르 국가대표팀 소속으로 활약했다. 아들인 로멜루와 조르당도 축구 선수로 활약하고 있다.